# Sinodendron rugosum
Sinodendron rugosum is een keversoort uit de familie vliegende herten (Lucanidae). De wetenschappelijke naam van de soort is voor het eerst geldig gepubliceerd in 1843 door Mannerheim.